# Refluxoesofagitis
Refluxoesofagitis is de ontsteking van een deel van de slokdarm. Meestal betreft dit het onderste deel. De ontsteking ontstaat door oesofageale reflux, het regelmatig terugvloeien van maagzuur in de slokdarm. De oorzaak kan gelegen zijn in een breuk(je) in het middenrif ("hernia diaphragmatica"). Ook bij zwangerschap kan refluxoesofagitis ontstaan.
Behandeling geschiedt door het remmen van de maagzuurproductie (door protonpompremmers of H2-antagonisten) of het afschermen van de slokdarm door een beschermend laagje (bijvoorbeeld met bismut). Door de slokdarm tijdelijk te vrijwaren van de zure inhoud van de maag, kan het slijmvlies genezen. Indien de oorzaak niet wordt weggenomen, zal het maagzuur echter opnieuw schade aan de slokdarm veroorzaken.